# Vladislav Ardzynba

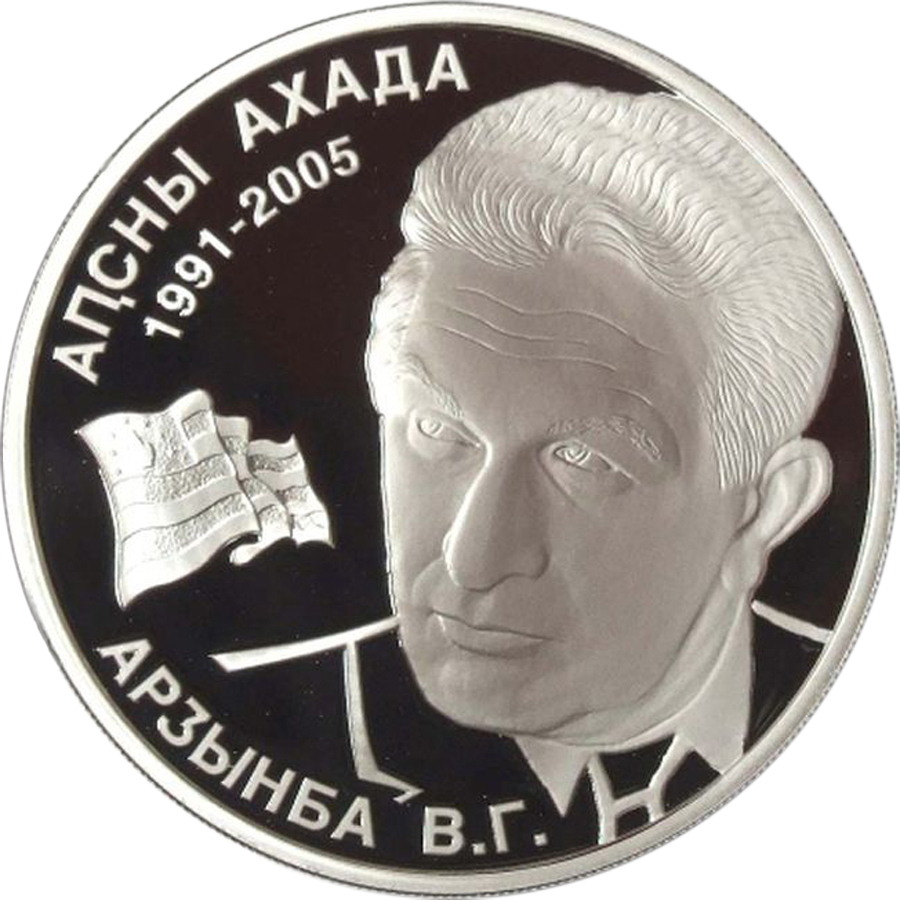
Vladislav Ardzynba på ett apsarmynt.

Vladislav Grigori-ipa Ardzynba (abchaziska: Владислав Григори-иҧа Арӡынба) född 14 maj 1945, död 4 mars 2010, var en abchazisk politiker och landets första president mellan år 1994 och 2005. Ardzynba valdes för första gången år 1994 och omvaldes en gång varefter han var president över två mandatperioder. Ardzynba avled i Moskva den 4 mars 2010, vid 64 års ålder. Dödsorsaken har dock inte offentliggjorts.
Vid presidentvalet i Abchazien 2011 ställde Ardzynbas änka, Svetlana Dzjergenija, upp som Raul Chadzjimbas vicepresidentskandidat för det socialdemokratiska partiet. De fick där 21,04 % av rösterna men var inte nära att hota Förenade Abchaziens kandidat Alyksandr Ankwab som vann valet med 54,86 % av rösterna.